# Gorgota (okręg Prahova)
Gorgota – wieś w Rumunii, w okręgu Prahova, w gminie Gorgota. W 2011 roku liczyła 1130 mieszkańców.